# Rjúó
Rjúó (japánul 竜王町, átírással Rjúó-csó) település Japánban, Siga prefektúra Gamó körzetében. 2008. január 1-jén a népessége 13 694 fő, népsűrűsége 308 fő/km² volt. Teljes területe 44,52 km².
Rjúó a Siga prefektúra közepén helyezkedik el, a Kagamijama és a Jukinojama helyek között. Területén a Hinogava és három mellékfolyója, a Dzenkodzsigava, a Szofugava és a Szosirogava folyik át.

## Népesség
| Lakosok száma | 12 916 | 12 434 | 11 821 |
|               | 2010   | 2015   | 2021   |